# Mystic Man
| Recensione       | Giudizio    |
| ---------------- | ----------- |
| AllMusic         | [ 1 ]       |
| Robert Christgau | C+          |
| Sputnikmusic     | 3.6 (Great) |

Mystic Man è un album discografico in studio del cantante reggae giamaicano Peter Tosh, pubblicato dall'etichetta discografica Rolling Stones Records nel 1979. Venne proposto l'anno seguente dal vivo da Tosh, accompagnato dai suoi musicisti, nel corso delle sei puntate del programma televisivo di Rai 2 C'era due volte.
L'album si piazzò al numero 123 della Chart statunitense di The Billboard 200.

## Tracce
Brani composti da Peter Tosh.
Lato A
1. Mystic Man – 5:53
2. Recruiting Soldiers – 4:25
3. Can't You See – 3:41
4. Jah Seh No – 4:38
5. Fight On – 3:20

Lato B
1. Buk-in-hamm Palace – 8:47
2. The Day the Dollar Die – 4:49
3. Crystal Ball – 5:10
4. Rumours of War – 3:30

Edizione CD del 2002, pubblicato dalla EMI Records (7243 5 37696 2 8)
Brani composti da Peter Tosh.
1. Mystic Man – 5:54
2. Recruiting Soldiers – 4:25
3. Can't You See – 3:40
4. Jah Seh No – 4:38
5. Fight On – 3:19
6. Buk-in-hamm Palace – 8:46
7. The Day the Dollar Die – 4:50
8. Crystal Ball – 5:10
9. Rumours of War – 3:26
10. Buk-in-hamm Palace (12" version) – 7:42 – Bonus Track
11. Mystic Man – 7:15 – Bonus Track - Long Version, Previously Unreleased
12. Fight On – 3:41 – Bonus Track - Instrumental, Previously Unreleased
13. Recruiting Soldiers – 5:13 – Bonus Track - Version, Previously Unreleased
14. Dubbing in Buk-in-hamm – 8:31 – Bonus Track

## Musicisti
- Peter Tosh - voce solista, chitarra, tastiere

Word, Sound and Power:
- Robbie Shakespeare - basso, chitarra
- Sly Dunbar - batteria
- Mikey Mao Chung - tastiere, chitarra, percussioni
- Robbie Lyn - organo, pianoforte acustico
- Keith Sterling - pianoforte acustico (brano: Mystic Man)

Musicisti aggiunti
- Ed Elizalde - chitarra solista (brano: Can't You See)
- Sticky (Uziah Thompson) - percussioni
- Sammy Figueroa - congas (brani: Mystic Man e Buk-in-hamm Palace)
- Skully (Noel Simms) - repeater drum (brano: Fight On)
- Ed Walsh - sintetizzatore Oberheim (brani: Buk-in-hamm Palace, Recruiting Soldiers e Jah Seh No)
- George Young - sassofono alto, flauto
- Lou Marini - sassofono tenore
- Howard Johnson - sassofono baritono
- Barry Rogers - trombone
- Mike Lawrence - tromba
- The Tamlins (gruppo vocale) - accompagnamento vocale, cori
- Gwen Guthrie - accompagnamento vocale, cori
- Yvonne Lewis - accompagnamento vocale, cori
- Brenda White - accompagnamento vocale, cori

Note aggiuntive
- Peter Tosh - produttore, arrangiamenti
- Word, Sound and Power - produttori, arrangiamenti
- Theresa Del Pozzo - coordinatrice della produzione
- Mikey Mao Chung e Clive Hunt - arrangiamento strumenti a fiato
- Registrato al Dynamic Sound Studio di Kingston, Jamaica
- Geoffrey Chung - ingegnere delle registrazioni
- Michael Riley - assistente ingegnere delle registrazioni
- Mixaggio effettuato al Sound Mixers di New York City da Geoffrey Chung
- James Nichols e Michel Sauvage - assistenti ingegnere del mixaggio
- Masterizzato al Atlantic Studios di new York da Dennis King
- Bea Feitler - design copertina LP
- Annie Leibovitz - fotografia[6]